# Wechselprotest
Der Wechselprotest ist ein Dokument, mit dem von einem Notar oder Gerichtsvollzieher beurkundet wird, dass der betreffende Wechsel zum Fälligkeitszeitpunkt erfolglos zur Annahme oder zur Zahlung am Zahlungsort vorgelegt wurde. Der Wechselprotest ist auf dem Wechsel selbst oder auf einem mit dem Wechsel verbundenen Blatt zu dokumentieren und mit einem Dienstsiegel zu versehen. Bis zur Postreform II konnten Wechselproteste auch über die Deutsche Bundespost in Form des Postprotestauftrags eingelegt werden.
Die Erhebung des Wechselprotests ist grundsätzlich Voraussetzung für einen Rückgriff gegen andere Wechselverpflichtete (Wechselaussteller, Indossanten oder Wechselbürgen). Auf die Protestierung kann nur dann verzichtet werden, wenn der betreffende Wechsel eine Protesterlassklausel (z. B. „ohne Protest“) enthält oder über das Vermögen des Bezogenen bereits ein Insolvenzverfahren eröffnet worden ist. Der letzte Wechselinhaber ist nach Art. 45 Wechselgesetz verpflichtet, seinen unmittelbaren Vormann und den Aussteller des Wechsel innerhalb von vier Arbeitstagen nach Protesterhebung vom Protest zu unterrichten. Wird die rechtzeitige Benachrichtigung versäumt, geht zwar das Rückgriffsrecht nicht verloren, der betreffende Wechselinhaber haftet dann aber für einen durch diese Nachlässigkeit entstandenen Schaden.

## Formen des Wechselprotests
Protest mangels Zahlung bei Verfall
kann erhoben werden, wenn die Wechselsumme bei Vorlage am ersten oder zweiten Arbeitstag nach dem Verfallsdatum nicht gezahlt wird
Protest mangels Zahlung vor Verfall
kann bereits vor Fälligkeit des Wechsel bei Zahlungsunfähigkeit oder fruchtloser Zwangsvollstreckung in das Vermögen des Bezogenen erhoben werden.
Protest mangels Annahme
kann während der gesamten Wechsellaufzeit bis zum Verfallsdatum des Wechsel erhoben werden, wenn der Wechsel vom Bezogenen nicht angenommen (akzeptiert) wird.
Wandprotest
kann erhoben werden, wenn der Bezogene bei Vorlage des Wechsels am angegebenen Zahlungsort nicht anzutreffen ist.
Windprotest
ist dagegen zu erheben, wenn sich bei Vorlage des Wechsels herausstellt, dass die Geschäftsräume des Bezogenen sich nicht an dem im Wechsel angegebenen Ort befinden.